# ゴースト RE:BIRTH 仮面ライダースペクター
『ゴースト RE:BIRTH 仮面ライダースペクター』（ゴースト リバース かめんライダースペクター）は、特撮テレビドラマ『仮面ライダーゴースト』のオリジナルビデオ作品。

## 概要
『仮面ライダーゴースト』のサブキャラクターを主人公に据えたスピンオフ作品。制作当初は『仮面ライダースペクター』がその第1弾と称されていた。2017年4月19日発売。仮面ライダースペクターと仮面ライダーネクロムの新フォームが登場するが、テレビシリーズの主人公・天空寺タケルは、仮面ライダーゴーストに変身しない。
物語はテレビシリーズの後日譚にあたり、時系列は『仮面ライダー平成ジェネレーションズ Dr.パックマン対エグゼイド&ゴーストwithレジェンドライダー』の2年後とされ、テレビ本編第50話で眼魔世界へ旅立った深海マコトたちの物語や、彼とアランの出会いと友情が描かれるほか、Cマコトの秘密も明かされる。本作品と同じく最終回後を描いた『アラン英雄伝』第4話は、本作品よりも後の物語と位置づけられる。『てれびくん超バトルDVD 仮面ライダーゴースト 真相！英雄眼魂のひみつ！』は本作品の前日談であり、テレビシリーズでモノリスに吸い込まれて消滅したはずの西園寺主税が復活した経緯が描かれている。
監督は『アラン英雄伝』で監督デビューした上堀内佳寿也が、脚本はテレビシリーズメインライターの福田卓郎がそれぞれ担当する。上堀内が長編作品を手がけるのは本作品が初となる。
ソフトは通常版のほか、Vシネマに登場するシンスペクターゴーストアイコンが付属する初回限定版が発売される。

## あらすじ
アランはアカリやイゴールによる協力のもと、眼魔世界の大気を改造する計画を進めていたが、難航しているうえに自分の理想のために多くの民が犠牲となっている現状に心を痛めていた。そんなアランをマコトは友として支えていたが、眼魔牢獄が地上に落下し、そこから脱獄したダントンと出会う。そしてマコトは自分とカノンの出生を知り、大いに苦悩することとなってしまう。

## 登場人物
本作品のみ登場する人物を記載。テレビ本編の登場人物は仮面ライダーゴースト#登場人物を参照。
ダントン
マコトの秘密を知る男。眼魔世界での環境に適応するための肉体改造を研究しており、グレートアイの力で人民を救おうとしたアドニスと対立し、遂にはアドニスと眼魔世界を二分する眼魔百年戦争を起こすが敗北し、宇宙空間で眼魔牢獄に幽閉されていたが、再び眼魔世界へと戻ってきた。
人間に秘められた無限の可能性を信じ、人類の平和と幸せを願う気持ちこそ本物ではあるが、自分のやり方で人類を救うことにこだわり過ぎているがゆえにその思想は歪み切ってしまっており、自分に異を唱える者を平然と排除するどころか、時には自分に賛同する者でさえも道具として切り捨ててしまうという非常に質の悪い人物となってしまっている。
眼魔世界へと戻った後、迎え撃ったジャイロを瞬殺すると、自身の元を訪れたマコトに、彼が「究極の人間の完成品」として生み出された強化人間の中の一体で、その生みの親であることを明かし、彼を迎え入れる。また、「眼魔世界の大気を変える」というアランたちの方針に対する不信感や「死」への恐怖を抱く、一部の眼魔世界の住人たちを同胞として引き入れる。だが、決して死ぬことの無い「奇跡の子」だと思っていたカノンが一度死んで生き返ったことを知ると豹変し、彼女を「失敗作」と見なして殺そうとするが、西園寺の介入によって失敗に終わる。そして、自分自身の罪を受け入れシンスペクターに変身したマコトと戦い、彼を追い詰めるが、アカリとイゴールの尽力によって眼魔世界の空が青空に変わり、その直後にシンスペクターのデッドリーオメガドライブを受け敗北。最期はマコトに「青い空というのも、悪くはないな。息子よ…」と言い残し消滅する。マコトからは「俺をこの世に生み出してくれた父さん」と評されている。

クロエ
ダントンの娘。事実上のマコトの姉。当初は氷の中で冷凍睡眠されていたが、ダントンによって呼び起こされた。手首には拘束具が付いたままであり、攻撃の際にもその拘束具の鎖を用いて戦う。ダントンを心から尊敬している。
ダントンがマコトに倒されたことに伴いその死を感じ取り、生きる意味を失いかけるものの、タケルに「君は君のために生きるべきだ」と諭された。
『小説 仮面ライダーゴースト～未来への記憶～』
第二章では、赤死病で亡くなる寸前の母親によりダントンに託され強化改造に成功したことで実の娘同然に扱われるようになる過去が描写されている。ガンマ百年戦争においてダントン側が敗色濃厚となったことでアドニスから守るために、ダントンによってコールドスリープを施された。
第三章では、タケルの言葉の意味を確かめるために、アランが開いたゲートを密かに通り地球を訪れる。地球での一般的な常識がないことと、攻撃を受けると反射的に迎撃する性質から機動部隊なども出動する騒動を起こし交戦するうちに、リアクターが生体エネルギーが切れ掛かったことで不具合を起こし、長くは生きられない状態となる。
自分を庇いトレーラーに撥ねられ意識不明に陥ったタケルを看病する中で、タケルと仲間たちの魂の繋がりからタケルの言葉の意味を悟り、タケルが目を覚ます直前に病室を去り青空の下で最期を迎えようとするが、駆け付けたタケルから力を持つムゲン眼魂を通して彼の命の一部を譲渡され息を吹き返しリアクターも外れた。
後にタケルと結婚し、一人息子のアユムをもうけた。

## 本作品オリジナルの仮面ライダー

### 仮面ライダーシンスペクター
深海マコトがゴーストドライバーにシンスペクターゴースト眼魂を装填して変身する、シンスペクターゴーストを纏ったスペクターの最強形態。仮面ライダーゴーストにおけるムゲン魂に相当し、名前にある「シン」は英語で（主にキリスト教の）宗教的な罪を意味する「sin」から来ている。シンスペクターゴースト・マスクの図柄の複眼の色は水色。
変身音声は「プライド！グリード！ラスト！ラース！エンヴィー！グラトニー！スロウス！ブレイク！！デッドリーシン！」。
変身時にシンスペクターゴースト眼魂をゴーストドライバーに装填した際には「セブンシンカ！」の音声が流れ、レバー操作時の音声は「シンカイガン！シンスペクター！」となる。
ゴーストムゲン魂と同質の微小金属体で形成された半透明のアーマーで全身を包んでいる。専用武器は存在せず、従来の形態と同様にガンガンハンドとディープスラッシャーを使用する。また両武器共にゴーストチェンジを介さずに全モードを任意で変形と使用可能。
- バンダイ担当者の関戸大彦は「ムゲン魂のスペクター版」と称している[18]。
- 撮影用スーツはアトラクション用のムゲン魂を改造した物である[19]。手袋はムゲン魂のアップ用パーツを使用している[19]。

ツール
シンスペクターゴースト眼魂
マコトがダントンの罪と、彼を信じたという自らの罪などの全てを背負って生きることを決意したことで現れた眼魂。ムゲンゴースト眼魂に酷似した形状だが、上部の∞の両端部分に羽根が生えている形をしており、全身のカラーリングが青を基調となっている。

必殺技
デッドリーオメガドライブ
ドライバーのレバーを1回引いてから押し込み、「シンダイカイガン！シンスペクター！デッドリーオメガドライブ！」の音声と共に発動する。
背中から展開した6枚の翼で飛翔し、背後に浮かび上がった紋章のエネルギーを纏い、急降下しながら跳び蹴りを叩き込む。
シンダイカイガン
ドライバーのレバーを1回引いてから押し込み、「シンダイカイガン！○○！」の音声と共に発動する。技名はそれぞれ七つの大罪を模している。
エンヴィースラップ
ガンガンハンドロッドモードの砲身にエネルギーを収束して殴り付ける。
ラストバレット
大量にガンガンハンド銃モードの幻影を生成して一斉に射撃する。
スロウスグレイブ
ガンガンハンド鎌モードから三角錐型のエネルギーを飛ばして敵を閉じ込める。
グラトニーバイト
蹴りに合わせて獣の頭部を模したエフェクトを放って攻撃する。
プライドフィスト
敵に突進しながら連続でパンチを叩き込む。
グリードスラッシュ
ディープスラッシャー・ソードモードの刀身にエネルギーを収束して敵を斬り裂く。
ラースフレイム
ディープスラッシャー・ブラスターモードからエネルギー弾を発射する。

### 仮面ライダーネクロム 友情バースト魂
アランがメガウルオウダーに友情バーストゴースト眼魂を装填して変身する、友情バーストゴーストを纏ったネクロムの超強化形態。友情バーストゴーストの色は黒・金色。
変身音声は「俺らバースト！友情ファイト！止めてみせるぜお前の罪を！」。
メガウルオウダーに眼魂を装填し、左側面のスイッチを2度押すと「友情カイガン！バースト！」の音声が流れる。
ネクロムの通常形態に金色の装飾が追加され、闘魂ブースト魂に似た姿となっている。変身にはマコトに対する熱い友情の爆発の力が必要となる。ディープスペクターと互角に渡り合うほどの戦闘能力を発揮し、武器は使用せずに格闘戦を行う。変身時に放出する熱は周囲の熱を蒸発させるほどである。
- バンダイ担当者の関戸大彦は「闘魂ブースト魂のネクロム版」と称している[18]。
- 撮影用スーツはマスクはダークネクロムR、パーカー・装甲部分はアトラクション用のネクロムをそれぞれ改造した物である[23]。肩の金色のパーツは新規造形である[23]。

ツール
友情バーストゴースト眼魂
アランがマコトに対する友情を爆発させたことで、ネクロムゴースト眼魂がその友情に呼応して変化した眼魂。闘魂ブースト眼魂に酷似しており、カラーリングは黒と金。
メガウルオウダーに装填する際の音声は通常とは異なり、ゴーストドライバーに装填する際のものに準拠する。

必殺技
オメガドライブ
「友情ダイカイガンバースト！オメガドライブ！」の音声と共に発動する。空中に跳び上がり、背後に浮かび上がった紋章が全身を通過し、全身に炎を纏って急降下しながら跳び蹴りを叩き込む。

## 怪人
エヴォリュード
ダントンが変身した戦闘形態である究極生物。眼魔とは別の存在にあり、高速移動能力やテレポート、再生能力を有する。またシンスペクターのシンダイカイガンを数発食らっても倒れない強さも誇る。
- スーツは頭にメガヘクスの腕パーツを付けて改造している。顔周りはゴーストの目玉デザインを意識している。

眼魔スペリオル
ジャイロが変身用眼魔眼魂を使い変身した姿。イゴール同様、変身と同時に銀色のパーカーが装備される。
眼魔世界に現れたダントンと戦うが、瞬殺され、炎のようなエネルギーとなって彼に吸収される。

## 用語
眼魔牢獄（）
宇宙に浮かぶ眼魂状の牢獄。アドニスに敗れたダントンがグレートアイによって幽閉されていたが、流星群が衝突したことで眼魔世界に落下した。

## キャスト
- 深海マコト / 仮面ライダースペクター - 山本涼介
- アラン / 仮面ライダーネクロム - 磯村勇斗
- 月村アカリ - 大沢ひかる
- 御成 - 柳喬之
- 深海カノン - 工藤美桜
- イゴール - 山本浩司
- アリア - かでなれおん
- ジャベル - 聡太郎
- ジャイロ / 眼魔スペリオル - 高岩成二
- 小野寺靖 - 佐野泰臣
- シブヤ - 溝口琢矢
- ナリタ - 勧修寺玲旺
- 幼いマコト - 多賀蓮真
- 幼いカノン - 堰沢結衣
- 西園寺主税 - 森下能幸
- クロエ - マーシュ彩
- 天野弘愛、北原十希明、華山益夫
- アドニス - 勝野洋
- 天空寺タケル - 西銘駿
- ダントン / エヴォリュード - ジェームス小野田

### スーツアクター
- 仮面ライダーシンスペクター[出典 3] - 渡辺淳
- 仮面ライダーネクロム 友情バースト魂[出典 3] - 永徳
- エヴォリュード[26] - 岡田和也
- 榮男樹
- 藤田慧
- 内川仁朗
- 下園愛弓
- 神前元
- 寺本翔悟
- 御前伸幸
- 松岡千尋
- 久田悠貴
- 三上真司
- 鍜治洸太朗
- 坂本和基
- 石田颯己
- 中下伊織
- 壁田美穂
- 松本直也
- 矢部敬三

## スタッフ
- 原作 - 石ノ森章太郎
- 脚本 - 福田卓郎
- 音楽 - 坂部剛
- 撮影 - 植竹篤史
- 照明 - 佐々木康雄
- 美術 - 大嶋修一
- 録音 - 遠藤和生
- 編集 - 金田昌吉
- スクリプター - 柿﨑徳子
- 助監督 - 大峯靖弘
- 制作担当 - 板垣隆弘
- ラインプロデューサー 下前明弘
- 計測 - 三坂裕之
- 絵コンテ - 伊藤そうあ
- 助監督 - 石井千晶、福田和弘、茂出木和子
- 助監督応援 - 浦弘之
- 進行主任 - 伊藤渉、本間隆廣
- 進行 - 黒澤智仁
- 進行助手 - 寺本勇也
- 製作応援 - 𠮷川和也、餅田愛里咲
- プロデューサー補 - 山田真行（東映ビデオ）、小髙史織・安東健太（東映）
- 制作デスク - 宮地みどり、松川絢之郎
- キャラクターデザイン - 田嶋秀樹・伊津野妙子（石森プロ）、小林大祐[注釈 4]（PLEX）
- クリーチャーデザイン - 島本和彦とビッグバンプロジェクト、Niθ（ニトロプラス）
- タイトルロゴデザイン - 菅誠司
- 宣伝 - 斎藤貴晴、麻和祥多（東映ビデオ）
- 広報AP - 川勝宥典（東映）
- 委員会スタッフ - 安村基・大澤保夫（東映ビデオ）、梶淳・水髙愛（テレビ朝日）、古谷大輔（アサツー ディ・ケイ）、桃井信彦（バンダイ）
- エグゼクティブプロデューサー - 加藤和夫（東映ビデオ）、佐々木基（テレビ朝日）
- プロデューサー - 中野剛（東映ビデオ）、高橋一浩（東映）
- 特撮監督 - 佛田洋（特撮研究所）
- アクション監督 - 宮崎剛（ジャパンアクションエンタープライズ）
- 監督 - 上堀内佳寿也

## 音楽
主題歌「NEW WORLD」
作詞 - 小関竜矢 / 作曲 - 須田原生 / 歌 - Bentham
挿入歌「いとしいたまご」
作詞 - 渡部紫緒 / 作曲 - 坂部剛

## 映像ソフト化
2017年4月19日発売。Blu-ray / DVDでリリース。
- ゴースト RE:BIRTH 仮面ライダースペクター 通常版（1枚組）
  - 映像特典
    - メイキング
    - PR集
    - DXシンスペクターゴーストアイコンPV
    - デザインギャラリー
    - ポスタービジュアル

  - 音声特典（Blu-ray版のみ）
    - オーディオ・コメンタリー（山本涼介×磯村勇斗×工藤美桜×監督：上堀内佳寿也）
- ゴースト RE:BIRTH 仮面ライダースペクター シンスペクターゴーストアイコン版（1枚組・初回限定生産）
  - セット内容
    - ゴースト RE:BIRTH 仮面ライダー スペクター（通常版と共通）
    - DXシンスペクターゴーストアイコン
    - ライナーカード

## 関連作品
『小説 仮面ライダーゴースト ～未来への記憶～』著 福田卓郎（講談社）
講談社キャラクター文庫より2017年11月19日発売。メインライターの福田が執筆しており、本作品の設定も踏まえたテレビシリーズの前日譚と本作品の後日譚で構成される。
『仮面ライダー平成ジェネレーションズ FINAL ビルド&エグゼイドwithレジェンドライダー』（2017年12月9日公開）
『仮面ライダーエグゼイド』と『仮面ライダービルド』のクロスオーバー作品。『ゴースト』の登場人物はテレビシリーズおよび本作品の後日譚として位置付けられており、御成は本作品同様、アフロヘアーの黒スーツ姿で再登場している。
『仮面ライダーセイバー×ゴースト、仮面ライダースペクター×ブレイズ』（2021年5月23日、6月27日配信）
『仮面ライダーセイバー』とのクロスオーバー作品。本作品の後日譚として位置付けられており、本作品の映像も使用されている。『スペクター×ブレイズ』にはシンスペクターが登場。